# Salzburg (Coppenbrügge)
Salzburg ist ein Ortsteil von Coppenbrügge in Niedersachsen.

## Geographie
Salzburg liegt unmittelbar am Westrand des Osterwaldes, etwa 2 km ostnordöstlich vom Zentrum des Ortes Coppenbrügge, auf einer Höhe von 200 m ü. NHN. Von Marienau ist die Siedlung durch eine asphaltierte Straße zu erreichen, Fahrwege verbinden sie mit Coppenbrügge und Dörpe. Salzburg liegt am Bergmannsweg, einem ca. 21 km langen Wanderweg zwischen Bad Münder und dem Dorf Osterwald. Die Siedlung besteht aus zwei etwa 500 m voneinander entfernten Teilen, die als Obere und Untere Salzburg bekannt sind.

## Geschichte

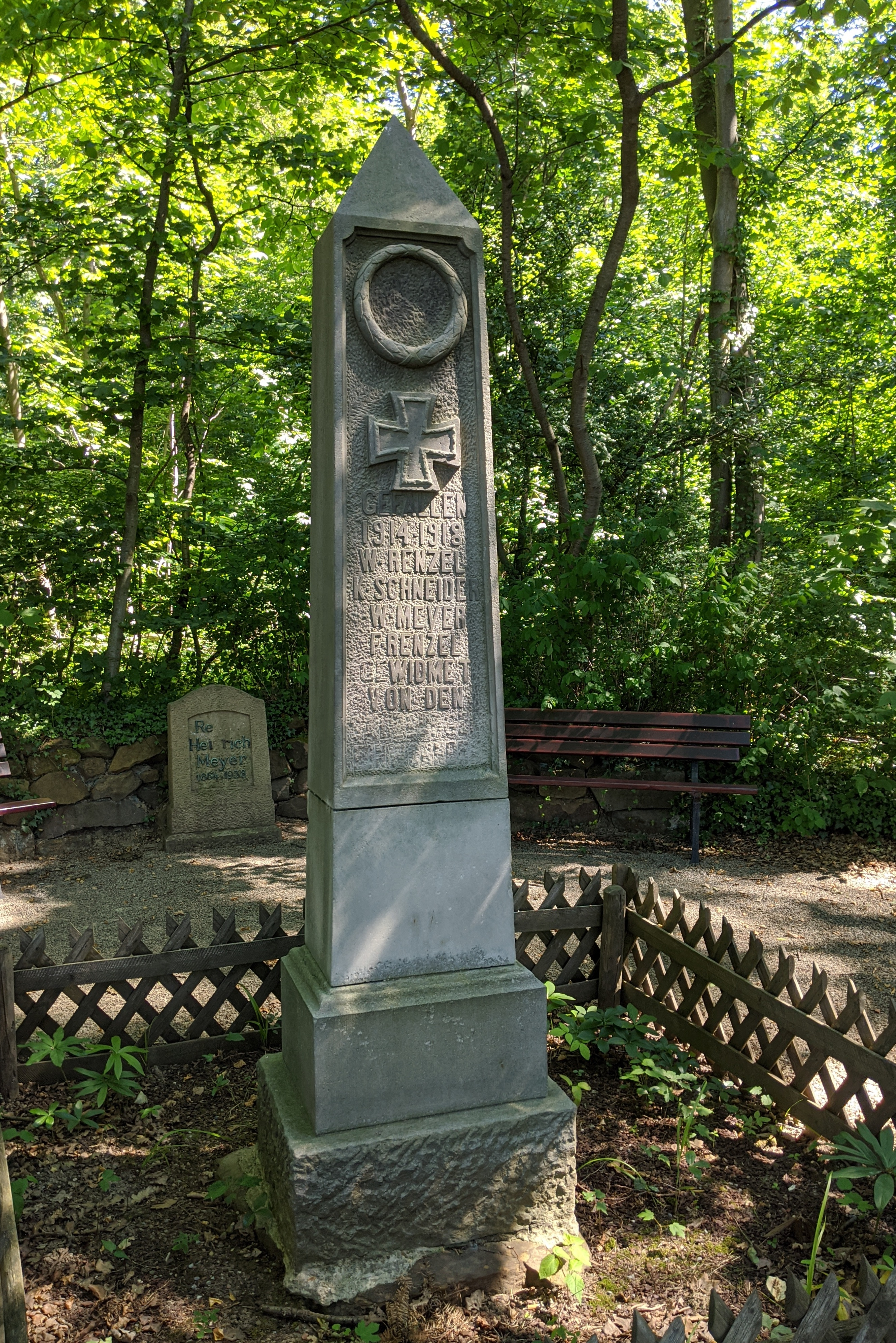
Kriegerdenkmal

Im Oktober 1731 beschloss der Fürsterzbischof von Salzburg die Ausweisung der protestantischen Einwohner seines Landes. Die protestantischen Staaten nahmen die Flüchtlinge auf. Das Kurfürstentum Hannover verhielt sich zunächst abwartend, erklärte sich aber 1732 ebenfalls bereit, Exulanten nicht nur bei der Durchreise zu unterstützen, sondern sich auch im Lande ansiedeln zu lassen. Unter anderem wurde im Glashüttengrund an der Westseite des Osterwaldes im damaligen Amt Lauenau eine kleine Siedlung angelegt, die den Namen Salzburg erhielt. Hier ließen sich Auswanderer aus dem Raum Berchtesgaden nieder.
Jede der sechs Familien erhielt etwa 1,4 ha Ackerland, dazu Hausgrundstück und Garten. Obwohl an der Siedlungsstätte vor 1700 eine Glashütte nachgewiesen ist, sind die Ansiedler den Überlieferungen nach nur in Land- und Forstwirtschaft tätig gewesen. Ein Teil des ihnen zur Verfügung stehenden Ackerlands wurde nicht als solches genutzt und ab Mitte des 19. Jahrhunderts planmäßig wieder mit Buchen aufgeforstet.
In Salzburg bestand eine Gaststätte, die 2016 geschlossen wurde.